# Koleraba
Koleraba ali kavla (znanstveno ime Brassica napus subsp. rapifera, sin. Brassica napobrassica) je korenasta zelenjava in krmna rastlina, ki je podobna sorodni repi. 
| Koleraba, surova Hranilna vrednost na 100 g | Koleraba, surova Hranilna vrednost na 100 g |
| --- | ------------------------------------------- |
| Energija: 40 kcal 160 kJ |                                             |
| \| Ogljikovi hidrati: \| 8.62 g \| \| - sladkorji: 4.46 g \| \| \| - vlaknine: 2.3 g \| \| \| Maščobe: \| 0.16 g \| \| Beljakovine: \| 1.08 g \| \| Tiamin (vit. B1): 0.09 mg \| 7% \| \| Riboflavin (vit. B2) 0.04 mg \| 3% \| \| Niacin (vit. B3): 0.7 mg \| 5% \| \| Pantotenska kislina (vit. B5): 0.16 mg \| 3% \| \| Vitamin B6 0.1 mg \| 8% \| \| Folati (vit. B9): 21 μg \| 5% \| \| Vitamin C: 25 mg \| 42% \| \| Kalcij: 43 mg \| 4% \| \| Železo: 0.44 mg \| 4% \| \| Magnezij: 20 mg \| 5% \| \| Fosfor: 53 mg \| 8% \| \| Kalij: 305 mg \| 6% \| \| Cink: 0.24 mg \| 2% \| |                                             |
| Link to USDA Database entry Odstotki so podani glede na ameriška priporočila za odrasle. Vir: USDA Nutrient database |                                             |
| Ogljikovi hidrati: | 8.62 g                                      |
| - sladkorji: 4.46 g |                                             |
| - vlaknine: 2.3 g |                                             |
| Maščobe: | 0.16 g                                      |
| Beljakovine: | 1.08 g                                      |
| Tiamin (vit. B1): 0.09 mg | 7%                                          |
| Riboflavin (vit. B2) 0.04 mg | 3%                                          |
| Niacin (vit. B3): 0.7 mg | 5%                                          |
| Pantotenska kislina (vit. B5): 0.16 mg | 3%                                          |
| Vitamin B6 0.1 mg | 8%                                          |
| Folati (vit. B9): 21 μg | 5%                                          |
| Vitamin C: 25 mg | 42%                                         |
| Kalcij: 43 mg | 4%                                          |
| Železo: 0.44 mg | 4%                                          |
| Magnezij: 20 mg | 5%                                          |
| Fosfor: 53 mg | 8%                                          |
| Kalij: 305 mg | 6%                                          |
| Cink: 0.24 mg | 2%                                          |

## Opis
V pisnih virih je koleraba prvič omenjena leta 1620, ko je švicarski botanik Gaspard Bauhin o njej zapisal, da kot divja rastlina raste na Švedskem. Tudi sicer velja splošno prepričanje, da koleraba izvira iz Skandinavije ali Rusije.

## Gojenje
Koleraba se seje v bogata, rahla in dobro odcedna tla. Za rast ne potrebuje veliko dušika, seje pa se spomladi od marca do aprila in spet poleti, od junija do začetka avgusta. Seme kolerabe kali pri temperaturi okrog 5 °C, prenese pa tudi temperature do –4 ºC. Koreni kolerabe prenesejo še nižje temperature kot seme, saj pozebejo šele pri temperaturah pod –8 ºC. Od sejanja do spravila pridelka koleraba potrebuje dobre tri mesece.
Koleraba je v preteklosti pomenila pomemben vir prehrane za človeka in živino. Pred splošno razširjenostjo krompirja je predstavljala glavno hrano revnih slojev.